# Pristimantis mutabilis
Pristimantis mutabilis is een kikker uit de familie Strabomantidae. De soort werd in 2015 voor het eerst wetenschappelijk beschreven door Juan M. Guayasamin, Tim Krynak, Katherine Krynak, Jaime Culebras en Carl R. Hutter.

## Uiterlijke kenmerken
Pristimantis mutabilis dankt zijn wetenschappelijke soortnaam mutabilis aan een bijzonder kenmerk. De soort is namelijk de eerste amfibie waarvan bekend is dat de huid kan transformeren van knobbelig tot glad in enkele minuten, een extreem voorbeeld van fenotypische plasticiteit. Het is nog onbekend hoe deze fysiologische verandering in zijn werk gaat.
De kop-romplengte van gemeten exemplaren zijn 17 millimeter bij mannetjes en 21 tot 23 millimeter bij vrouwtjes. Mannetjes hebben een lichtbruine tot vaalgrijze bovenzijde, met lichtgroene vlekken, oranje plooien en grijs tot donkerbruine strepen. De onderzijde is vaalgrijs tot bruin met donkere vlekken en een klein aantal witte vlekken. Vrouwtjes hebben een rode kleurschakering. Deze kleurpatronen zorgen voor een doeltreffende camouflage tussen de bladeren.

## Habitat en verspreiding
De soort is enkel aangetroffen in de Andes in Ecuador. Pristimantis mutabilis is op drie boomrijke plaatsen aangetroffen in twee gescheiden reservaten in de Andes, in de provincies Pichincha en Imbabura in Ecuador. Waarschijnlijk is de soort endemisch in dit land.

## Ontdekking en taxonomie
De wetenschappelijke naam van Pristimantis mutabilis werd voor het eerst wettelijk gepubliceerd in 2015 in de Zoological Journal of the Linnean Society, na een studie van een holotype gevonden in 2013. Op basis van fylogenetische studies en een morfologische analyse is de soort geplaatst in het geslacht Pristimantis. De nieuwe soort was het eerst gezien in 2006, maar pas in 2009 werd een exemplaar gevangen en kwam men tot de ontdekking van zijn ongewone kenmerken. De ontdekking werd gedaan nadat de onderzoekers een exemplaar in een kopje mee namen om de volgende dag te fotograferen. De kikker was zijn knobbels verloren en kreeg deze pas terug nadat ze het dier in het kopje met mos terug hadden geplaatst.